# Mydaea sootryeni
Mydaea sootryeni este o specie de muște din genul Mydaea, familia Muscidae, descrisă de Ringdahl în anul 1928. Conform Catalogue of Life specia Mydaea sootryeni nu are subspecii cunoscute.